# Molly Moon y el increíble libro del hipnotismo
Molly Moon y el increíble libro del hipnotismo es el primer libro de la serie Molly Moon, escrita por Georgia Byng. La historia trata sobre Molly Moon, una huérfana desafortunada cuya vida cambia al descubrir en una biblioteca un libro sobre hipnotismo, que despertará en ella unos poderes que hasta entonces eran desconocidos para ella.  No obstante, Simon Nockman, un malvado hombre, hará lo que sea por tener ese libro en sus manos.

## Argumento
El libro comienza con Molly Moon, una niña huérfana de 11 años. Molly vive en Hardwick House, un orfanato, junto con su mejor amigo Rocky Scarlet y otros niños, y se siente muy desgraciada por vivir allí. Además, muchos niños del orfanato se meten con ella.  La directora del orfanato es Agnes Adderstone, una malhumorada solterona.
Un día en una carrera de cross en su colegio Molly tiene una pelea con su mejor amigo Rocky Scarlet, por lo que Molly se enfada y se va a la biblioteca de Briersville. Allí se queda dormida y al despertarse oye a alguien gritando a la bibliotecaria (Lucy Logan) El que grita se llama Simon Nockman y dice que es un profesor de un Museo de Chicago, y regaña a la bibliotecaria porque le había pedido que le guardara un libro y ella lo había perdido. El libro es un libro para aprender el arte del hipnotismo del doctor Logan. De pronto Molly encuentra ese libro al lado suyo y se lo lleva al orfanato. 
Nockman decide buscar por la ciudad y encontrar al que tenga el libro
Molly llega al orfanato y finge estar enferma para irse a la enfermería y poder estudiar mejor el libro. No le dice nada a Rocky porque está enfadada con él y porque quiere ver si el libro va en serio y funciona antes de contárselo. Consigue hipnotizar primero a Pétula, la perrita Pug de la Señorita Adderstone, y la hace aborrecer las galletas de chocolate que le daba la señorita Adderstone y que le producían dolor de estómago. Así, Molly ayuda a Pétula a encontrarse mejor y se hacen amigas. Luego hipnotiza a Edna, la cocinera del orfanato y a Adderstone para que sean buenas con ella.
Cuando Molly sale de la enfermería se entera de que Rocky ha sido adoptado y llevado a Estados Unidos. Molly se inscribe en el concurso de habilidades de Briersville, hipnotiza al público y a los jueces para ganar el concurso y llevarse las 3000 libras esterlinas del premio para poder viajar a Estados Unidos a buscar a Rocky.
Molly gana el concurso y se va al aeropuerto a coger un avión a EE. UU. El profesor Nockman la ve en Briersville con el libro del Hipnotismo y va tras ella para quitárselo. Molly llega a Nueva York y se va al hotel Belligham a vivir. En seguida piensa cómo va a ganarse la vida, usando sus habilidades de hipnotismo. Descubre en la TV que una niña llamada Davina Nuttel se volvió la Mejor Actriz de Broadway al contratarse un mánager llamado Barry Bragg, por lo que Molly busca a Bragg y le hipnotiza, y le roba el papel a Davina en el musical "Estrellas de Marte". Allí Molly hipnotiza a la gente haciéndoles creer que es la mejor actriz, a pesar de no poseer talento. En el musical actúan ella y Pétula.
El profesor Nockman secuestra a Pétula y chantajea a Molly para que el ayude a robar el banco Shorings, el más seguro del mundo, y para que le de él libro del Hipnotismo. Molly encuentra a Rocky y roban el Banco para poder encontrar a Pétula. Luego consiguen hipnotizar a Nockman, y con Nockman hipnotizado devuelven todo lo robado y vuelven a Briersville. Antes hacen un anuncio hipnótico para la marca Skay (una bebida famosa) para convencer a la gente que lo ve de que ayude a niños desgraciados.
Al regresar a Hardwick House, ven que está dominada por Hazel (la enemiga de Molly), los niños pasan hambre y todo es un desastre, debido a que Adderstone y Edna se fueron del orfanato echando también a la señora Trinklebury (la cuidadora antigua y amable del orfanato). Molly, Rocky y Nockman se quedan a vivir en el orfanato, arreglan la casa, compran comida y lo organizan bien, le piden a la señora Trinklebury que vuelva y le cambian el nombre a la Casa de la Felicidad.
En la madrugada, Molly se despierta sin saber por qué, se levanta y se va a la biblioteca de Briersville. Allí se encuentra a la bibliotecaria, quien le revela que se llama Lucy Logan y que es la bisnieta del autor del libro. Le cuenta que hipnotizó a Molly para que encontrara el libro y que viviera una aventura por tres semanas.
En el epílogo se muestra a la señorita Adderstone y a Edna en los Alpes Italianos volando aviones y comiendo pasta italiana, aficiones que Molly les creó hipnotizándolas.

## Personajes

### Personajes principales
- Molly Moon es la niña que utiliza el hipnotismo para conseguir lo que quiere
- Rocky Scarlet es un amigo del orfanato de Molly
- Pétula es la perra de Molly, con la que lo comparte todo
- Simon Nockman (antagonista principal)
- Davina Nuttel

### Personajes secundarios
- Agnes Adderstone (antagonista menor)
- Edna (antagonista menor)
- Barry Bragg
- Rixey Bloomy
- Lucy Logan
- Hazel Hackersly (antagonista menor)
- Gordon Boils (antagonista menor)
- Roger Fibbin (antagonista menor)
- Cynthia Redmon (antagonista menor)
- Craig Redmon (antagonista menor)
- Gerry Oakly
- Gemma Patel
- Ruby Able
- Jinx Eames
- Muriel Trinklebury
- Señora Toadley

### Curiosidades
- No se menciona la Navidad que vivió Molly.

- Este no es el único libro en el que en el orfanato hay muchas villanas.

- Ni la señora Toadley ni Edna vuelven a aparecer en los libros siguientes.

- En los siguientes libros los personajes de Hardwick House son menores.

- En el siguiente libro, el único de la pandilla de Hazel que aparece en realidad es Roger Fibbin.

- Datos: Q371053